# オーク・リッジ (テネシー州)
オーク・リッジ（Oak Ridge）は、アメリカ合衆国テネシー州のアンダーソン郡にある都市。人口は3万1402人（2020年） 。市域の一部はローン郡に入っている。ノックスビルの西40キロメートルに位置している。
第二次世界大戦中の1942年に連邦政府の巨大プロジェクト「マンハッタン計画」の拠点として設立された。この研究所は核兵器開発の極秘施設だったことから、ニックネームは『アトミック・シティ(原爆都市・核兵器都市)』、『シークレット・シティ(秘密都市)』、『リッジ』、『シティ・ビハインド・ザ・フェンス(塀の向こうの町)』。現在もオークリッジ国立研究所は町の経済、文化に対して重要な役割を担っている。

## 歴史
ウッドランド期(約1000B.C.～A.D.1000)の最古の居住者、パレオ・インディアンの痕跡がクリンチ渓谷の辺りに見つかっている。掘削されたノリス盆地の一部にあったクロウフォード・ファーム塚、フリールズ・ファーム塚の2つの塚が1930年代に発見された。双方共旧スカーボロのコミュニティの南東にあった。ウッドランド期からミシシッピ文化期(約1000年～1600年)にかけて占拠されていたブル崖が1960年代のメルトン・ヒル・ダムの建設のための調査の際に発見された。ブル崖はメルトン・ヒル・パークとは逆の、ハウ・リッジのすぐ南東に位置していた。この場所はチェロキーが狩猟の場所として使っていたが、18世紀後期にヨーロッパ及びアメリカの探検家や植民者が来るまでは広大な無人の地であった。
19世紀、北東をエッジムーア、エルザ、南西をイースト・フォーク、ホィート、西をロバーツヴィル、南東をベセル、スカーボロに分け、農村として発展させた。1790年代後期に初めて入植した植民者達はチェロキーに土地を譲渡するよう条約を結び、これらの農村を創立して現在のアンダーソン郡となった。

土地の言い伝えによると、ジョン・ヘンドリックス(1865年～1915年)は神秘主義に関心を持つ風変わりな住人で、建設が始まる40年前にすでにオーク・リッジの創立を予言していた。娘が若い頃に亡くなり、次に妻が、そして遺された家族も次々亡くなると彼は信心深くなり、近所の住民達に幻想を見たことを話すようになった。彼が幻想を話すようになると、住民達は彼が狂気になったと感じて収容所に入れさせた。いくつかの刊行物によると、彼が繰り返し話した幻想は、彼の死後28年後の町の様子や生産施設を不思議なほどに正確な描写していた。近所の住民達や親戚達によるこの時の話を以下に記す。
森の中で私は地面に横たわり空を眺めていると、雷鳴のような大きく鋭い声が聞こえてきた。40夜地面に寝ればこの土地の未来が見えるようになるとその声は言った。ベア・クリーク渓谷はいつか大きな建物や工場で埋め尽くされ、それはかつてない大きな戦争で勝利に導くであろう。そこはブラック・オーク・リッジと呼ばれる町になり、庁舎はシヴィア・タドロックの農場とジョー・パイアットの土地の間にできる。ルイビル&ナッシュビル鉄道の本線の分岐点ができ、1本はロバーツヴィルに向かい、もう1本はスカーボロに向かう。
大きな動力が大きな穴を掘り、何千人もの人があちこち逃げ回る。ここの住民達は何かを作り出し、大きな音がして混乱して地球が揺れる。私は見た。きっと起こる。
1942年10月からアメリカ陸軍工兵司令部はこの地をマンハッタン計画のために利用し始めた。アンダーソン郡の多くの住民が新鮮に記憶しているのが、テネシー川流域開発公社がノリス・ダムのための土地を買収したのと違い、部隊により即刻、最後の『宣告』として告げられたことである。多くの住民が、帰宅した際にドアに貼ってあった立ち退き警告で初めて知らされた。ほとんどの者が退去に6週間の猶予を与えられたが、数名は2週間しか与えられなかった。また何人かは補償もなく追い出された。1943年3月までにマンハッタン計画の前身がこの地に移転し、フェンスや検問所が建てられた。アンダーソン郡は土地の7分の1と、例年見込んでいた固定資産税の391,000ドルを失った。近隣は緊張を極め、マンハッタン計画が行なわれている間、オーク・リッジと近隣の市町村とは関係を築くのが難しくなっていた。

### マンハッタン計画
1942年、アメリカ合衆国連邦政府はマンハッタン計画の発展のためにこの地を選んだ。マンハッタン計画の軍隊長、レズリー・グローヴス少将はいくつかの要因によりこの地を気に入っていた。比較的人口が少なく、手頃な価格で買収でき、にもかかわらずハイウェイも鉄道も便が良く、水も電力もできたばかりのノリス・ダムから引くことができた。最終的にこの計画地は17マイル(12km)の長さの谷にでき、谷そのものは線状でいくつかの尾根により分断されており、4箇所の工場の災害、『まるで爆竹の紐を引くように』爆発することから自然に保護することができた。
人口は1942年の約3,000名から1945年の75,000名に増えたものの、この場所及び人口の少なさはこの計画の秘密を保持するのに都合が良かった。ウラン分解施設K-25は44 エーカー (0.178km²)で当時世界で最大の建物であった。1943年、計画の従業員からの提案の中から、1つは調停所がブラック・オーク・リッジ沿いにあったこと、また1つに田舎の響きが『周囲からの興味を最小限に抑えられる』ことから調停で『オーク・リッジ』という名前が選ばれた。1949年までこの名前は公式に認定されず、クリントン・エンジニア・ワークス(CEW)にのみ使用されていた。全ての従業員はバッジを着用し、町は警護塔と7箇所に門があるフェンスで囲まれていた。
1942年終盤からアメリカ陸軍工兵司令部は軍のマンハッタン技術者区域の官庁のもとのCEWのため60,000エーカー (240km²)以上の土地を獲得。K-25、S-50、Y-12の施設は核分裂性物質同位体ウラン235をほぼ完全な同位体ウラン238からなる天然ウランと分けるために建てられた。Y-12でウラン分解の工程が要求された施設建設中、銅の不足により MEDにアメリカ合衆国財務省から電磁石コイルの導体に代用するための銀塊14,700トンを借りるよう強要した。現在のオークリッジ国立研究所の場所となるX-10は黒鉛炉に使われるプルトニウムの製造のための試験工場として建設された。
マンハッタン計画のために多くの従業員を雇ったため、軍は渓谷の東端に従業員のための居住区を計画。マンハッタン計画の成功のために、巨大なキャンプ場ではなく恒久的な住居を建設することにした。
建築会社スキッドモア・オーウィングズ・アンド・メリル(SOM)は町および住居の設計を請け負った。SOMと提携していたジョン・O・メリルはこの地の秘密の建設のためにテネシー州に転居した。彼はすぐに300マイルの道路、55マイルの鉄道線路、10軒の学校、7軒の劇場、17軒のレストランおよび喫茶店、13軒のスーパーマーケットの建設に取り掛かった。9,400冊の蔵書の図書館、オーク・リッジ交響楽団、スポーツ施設、17宗派の教会、フラー・ブラシ・カンパニーの営業が新しい町および75,000名の住民に対応した。セメスト(セメントとアスベストの合成)のパネルで作られたプレハブのモジュール式の家、アパート、寮などは迅速に完成することができた。道は『都市計画』に沿って作られた。
オーク・リッジ高速道路、テネシー通り、ペンシルベニア通り、ヒルサイド通り、ロバーツヴィル通り、アウター通りと名付けられた東西道路をメインとして当初の道路が建設された。これらの通りに繋げる南北のメインの通りを『アヴェニュー』とし、これらから分岐する通りを『ロード』、『プレイス』、『レーン』、『サークル』とした。行き止まりとなる『レーン』と『プレイス』を繋ぐ通りを『ロード』とした。メインの通りの名前は東から西に向かいアルファベット順(例;東端にアラバマ通り、西端にヴァーモント通り)とし、これに繋がる小さな通りはメインの通りのイニシャル(フロリダ通りに繋がる道はF)から始まる名前が付けられた。これは新しい居住者にわかりやすいようにといった配慮であった。
家屋は通りの名前の頭文字によって分けられた。Aの通りは寝室1室の最も小さい家、Bの通りは寝室2部屋、Dの通りは寝室3部屋と大きな居間、Eの通りは2階建て4ユニット構造、Fの通りは最も大きな家屋であった。最も小さな家屋は『フラット・トップス』と呼ばれる仮設住宅で、町の西端の尾根の上の辺りに増えていった。
広い家の多くは家族構成の規模と職場での地位により政府から与えられた。夫婦が離婚した場合、家の割り当ては『降格』となり、離職した場合は家も明け渡さなくてはならなかった。
オーク・リッジは連邦政府により差別地域として発展させられた。黒人の住民はギャンブル渓谷と呼ばれる地にのみ、現在タスキギー通りと呼ばれる南端の、主に政府によって建てられた『仮兵舎』(1部屋の小屋)に住んでいた。1954年より前には初等教育は完全に差別化されており、黒人の子供はスカーボロ小学校にのみ通うことができた。オーク・リッジ高等学校は黒人を受け入れておらず、黒人の生徒はノックスビルまでバスで通学しなくてはならなかった。1950年からスカーボロ小学校の校舎でアフリカ系アメリカ人のためのスカーボロ高等学校が創業された。1955年秋にオーク・リッジ高等学校が差別を撤廃するまでスカーボロ高等学校での授業が続いた。1953年、オーク・リッジ高等学校の差別を撤廃しようとする努力は町議会議員ウォルド・コーンの反対でオーク・リッジ町議会にて失敗に終わった。合衆国最高裁判所によるブラウン対教育委員会裁判(ブラウン判決)の決議で連邦政府の意向も変わった。この決議の後、クリントンにあった近くの高等学校は1956年秋に差別を撤廃し、後に爆破されて閉鎖に追い込まれた。クリントン高等学校の再建の2年間、クリントンからの高校生の教育のために使用していた元リンデン小学校であった校舎から撤退すると、オーク・リッジは土地を提供。ロバーツビル中学校はオーク・リッジの西半分の生徒を受け入れ、町の反対側の高等学校と同時期に差別を撤廃し、東半分の生徒を受け入れていたジェファーソン中学校は1967年ギャンブル渓谷の他の地にアフリカ系アメリカ人が引っ越してくるまでゆっくりと差別撤廃していった。スカーボロ小学校はギャンブル渓谷からのアフリカ系アメリカ人の生徒を受け入れていなかったため、黒人生徒は町の周りの小学校にバスで通っていた。ブラウン判決の数年後、何年もかかったがオーク・リッジの公共施設は平等化された。1960年代初頭、人種差別に反対し喫茶店やコインランドリーを含む公共施設が抗議の柵で囲まれたこともあった。
建設要員が増えたことから戦時中のオーク・リッジの人口は7万人となった。劇的な人口増加と秘密計画は長期間にわたり、戦時中は家屋や生活必需品が不足した。町はローン・アンダーソン・カンパニーの補助付きでターナー・コンストラクション・カンパニーにより管理された。しかし多くの住民には大家は『MSI』(マネージメント・サービス社)と呼ばれていた。
1945年8月6日、日本に対し初めて投下された原子爆弾のニュースがオーク・リッジで働く人々に知らされた。

### 第二次世界大戦以降
第二次世界大戦から2年後、アメリカ原子力委員会(AEC)の支配下から民間による統制へと変わっていった。政府から要請されたローン・アンダーソン・カンパニーは多くの地域を管理していた。1959年、町は自治体となり、政府による市政代行官と市議会は連邦政府の直接支配から解かれた。戦時中、爆弾の製造に使用された大規模な施設4つのうち3つは現在も存在している。
- K-25 - 1985年までウラニウムがガス拡散法により強化されていた。現在閉鎖され浄化された。
- Y-12 - 元々はウラニウムの電磁分離に使用されていた。現在も核兵器処理、貯蔵施設として使用されている。
- X-10 - 黒鉛炉の試験工場として使われていた。現在のオークリッジ国立研究所。
- S-50 - 熱流拡散工場として使用されていたが戦後すぐに取り壊された。

1983年、アメリカ合衆国エネルギー省(DOE)は1950年から1977年、大量の水銀がオーク・リッジ保留地からポプラ渓谷東支流へ流されていたことを公表した。連邦裁判所はオーク・リッジが連邦政府と州の環境規制に適合するようDOEに改善を要請。
現在DOEは原子力と高度技術の研究をこの場所で行なっており安全保障を執行している。6月から9月、元々あった施設の一部をアメリカ市民に公開している。この見学ツアーはとても人気でキャンセル待ちもできる。
科学電力博物館でオーク・リッジの科学遺産が調査研究されている。
2010年10月まで、オークリッジ国立研究所のスーパーコンピュータ、Jaguarは世界一速いコンピューターであったが、中国の天河一号に追い越されてしまった。

## 著名な出身者
オーク・リッジで出生、進学、居住、勤務した者を挙げる。
- E・リリー・アンダーソン - テネシー最高裁判所裁判官
- ジェニファー・アッジ - 元WNBA選手、オリンピック金メダリスト
- バウエル・B・ベル3世将官 - アメリカ陸軍、ヨーロッパ、NATOの統合部隊の元将軍、2006年から在韓米軍統括部隊の将官
- マンソン・ベネディクト - 原子力技術の先駆者
- マイク・コールドウェル - NFLフットボール選手
- ニッキー・コールドウェル - 元UCLA、現LSUの女子バスケットボールのヘッド・コーチ[26][27]
- ケネス・リー・カーター - 合同メソジスト教会司祭
- リー・クレイトン - カントリーロック歌手、ソングライター。『Ladies Love Outlaws 』で知られる[28]。
- シェルドン・ダッツ - 化学者[29]
- チャーリー・アーゲン - ディッシュ・ネットワークの親会社エコスター創立者の一人で最高経営責任者
- ミーガン・フォックス - 女優[30]
- ジョン・H・ギボンス - 技術評価局、ホワイトハウス科学技術政策室重役
- ユージン・ガス - 物理学者
- エレイン・ヘンドリックス - 女優
- オーティス・ハワード - 元NBA選手
- アルストン・スコット・ハウスホルダー - ハウスホルダー変換を考案した数学者
- リック・ジェイコブス - アーマンド・ハマーの元補佐、宇宙望遠鏡ニュースターの長官及び最高執行官、ブレイヴ・ニュー・フィルムの会長及び創設者、カレッジ・キャンペーンの創設者、ハフィントン・ポストのブロガー[31]
- フィリップ・M・ジャーディン - 1998年1月17日、TOYA(十人の傑出した若者達)に選ばれた土壌科学者[32]
- カイフ・リー/李開復 - Google幹部
- ランディ・マクナリー - テネシー州上院議員
- ジョン・O・メリル[33]
- エドガー・メイヤー - グラミー賞受賞ベーシスト
- サラ・モネット - 作家
- カール・Z・モーガン - 保健物理学先駆者
- ワード・プラマー - 物理学者
- ウィリアム・G・ポラード - 原子物理学者、エピスコパル教会の牧師、オークリッジ原子力研究学会(現オークリッジ大学連盟)の初代理事長、キリスト教や科学に関する本を多数著作。
- ミッチ・ラウス - 俳優、監督、脚本家
- ウィリアム・シェパード - 国際宇宙ステーションに初めて長期滞在した第1次長期滞在機長の宇宙飛行士
- クリフォード・シャル - ノーベル賞受賞物理学者
- ゴア・ヴァービンスキー - 『パイレーツ・オブ・カリビアン』で知られる映画監督
- ヴァイパー(ステファニー・グリーン) - ポルノ女優
- アルビン・ワインバーグ - 原子物理学者
- エド・ウェストコット - マンハッタン計画の頃のオークリッジでただ一人許可されていた写真家
- ロスバード - MCMブログのメンバー、Peace Bell のオーナー
- リチャード・ホワイト - 俳優、『美女と野獣』のガストン役の声優
- ユージン・ウィグナー - ノーベル賞受賞物理学者
- ハーバート・ヨーク - 原子物理学者

## 名所
- オークリッジ国立研究所
- テネシー大学樹木園
- 東部テネシー・テクノロジー・パーク(旧K-25)
- チャペル・オン・ザ・ヒル合同教会
- チルドレンズ・ミュージアム
- アメリカ合衆国エネルギー省科学技術局案内所
- 科学電力博物館
- オーク・リッジ劇場
- オーク・リッジ漕艇協会

## 姉妹都市
国際姉妹都市協会により2箇所と姉妹都市提携。
- ロシア オブニンスク
- 茨城県那珂市